# Listă de țări cu arme nucleare
     Cele cinci puteri nucleare definite de Tratatul de Neproliferare Nucleară (Statele Unite ale Americii, Federatia Rusa, Regatul Unit a Angliei a Scotiei a Irlandei de Nord si a Tarii Galilor, Republica Franceza și Republica Populara China)
     State membre NATO prezumate că dețin arme nucleare (Belgia, Germania, Italia, Țările de Jos, Turcia)
     Alte state cu arme nucleare (India, Pakistan, Coreea de Nord)
     State despre care se presupune că dețin arme nucleare (Israel)
     State care au avut în trecut arme nucleare sau programe de dezvoltare a acestora (Kazahstan, Africa de Sud, Ucraina)

Cele cinci puteri nucleare definite de Tratatul de Neproliferare Nucleară (Statele Unite ale Americii, Federatia Rusa, Regatul Unit a Angliei a Scotiei a Irlandei de Nord si a Tarii Galilor, Republica Franceza și Republica Populara China)
State membre NATO prezumate că dețin arme nucleare (Belgia, Germania, Italia, Țările de Jos, Turcia)
Alte state cu arme nucleare (India, Pakistan, Coreea de Nord)
State despre care se presupune că dețin arme nucleare (Israel)
State care au avut în trecut arme nucleare sau programe de dezvoltare a acestora (Kazahstan, Africa de Sud, Ucraina)

Armele nucleare au apărut în 1945, anul în care a și fost folosită și prima (varianta cu fisiune), asupra orașelor japoneze Hiroshima (6 august 1945) și Nagasaki (9 august 1945). În istoria beligeranței, armele nucleare au fost folosite doar de două ori, amândouă în jurul încheierii celui de-Al Doilea Război Mondial. De atunci, arme nucleare au fost detonate de peste 2000 de ori pentru testarea și demonstrarea scopurilor lor. Singurele țări cunoscute că au detonat asemenea dispozitive sunt Statele Unite ale Americii, Uniunea Republicilor Sovietice Socialiste,  Marea Britanie, Republica Franceza, Partidul Comunist Chinez ,  India, și Pakistan. Aceste țări sunt declarate puteri nucleare (împreună cu , Federatia Rusa moștenind armamentele Uniunii Sovietice).
De la un maxim de 70.300 de arme active în 1986, în 2024 există aproximativ 3.880 de focoase nucleare active și 12.119 de focoase nucleare în total în lume. Multe dintre armele scoase din funcțiune au fost pur și simplu depozitate sau parțial demontate, nu distruse.
Alte țări variate pot deține arme nucleare, dar nu au recunoscut acest lucru în public, sau altele recunosc posesia lor neverificată.
Spre exemplu, Israelul are sisteme de aeropurtate moderne și pare să aibă un program nuclear extensiv; Coreea de Nord a declarat că are capabilități nucleare (deși a făcut câteva declarații schimbătoare în legătură cu oprirea programului său de armament nuclear, de multe ori în funcție de clima politică din acel moment) și a realizat primul său test nuclear pe 9 octombrie 2006; și Iranul este acuzat la momentul de față de un număr de guverne cum că ar vrea să dezvolte capabilități nucleare, deși guvernul iranian spune că activitățile sale nucleare, cum ar fi îmbogățirea uraniului, sunt pentru scopuri pașnice.

## Aspecte științifice și tehnologice
Aspecte științifice și tehnologice
Bomba nucleară funcționează pe baza procesului de fisiune nucleară (în cazul bombelor atomice) sau a fuziunii nucleare (în cazul bombelor cu hidrogen sau termonucleare). În fisiune, nucleele unor atomi grei, precum uraniul-235 sau plutoniul-239, sunt divizate în nuclee mai mici, eliberând o cantitate uriașă de energie. Fuziunea, în schimb, presupune combinarea nucleelor de hidrogen pentru a forma heliu, proces ce degajă o energie chiar mai mare și este sursa energiei Soarelui.
Dezvoltarea armelor nucleare a fost posibilă datorită unor descoperiri fundamentale în fizică în prima jumătate a secolului XX, în special a ecuațiilor teoretice care au demonstrat conversia masei în energie (celebra formulă E=mc² a lui Einstein). Proiectul Manhattan a reunit mii de oameni de știință și ingineri de elită, devenind unul dintre cele mai mari eforturi științifice coordonate din istorie.
Dimensiuni etice și morale
Utilizarea bombei nucleare a generat dezbateri morale intense încă din 1945 și până în prezent. Mulți susțin că bombardamentele din Japonia au fost necesare pentru a salva milioane de vieți ce s-ar fi pierdut într-o invazie convențională. Alții consideră că folosirea armei nucleare asupra orașelor pline de civili a fost o crimă de război, un act de teroare menit să impună dominația SUA în ordinea postbelică.
Numeroși oameni de știință implicați în crearea bombei – printre care J. Robert Oppenheimer – au avut remușcări puternice după război și au devenit susținători ai controlului internațional al armelor nucleare. Oppenheimer este celebru pentru reflecția sa după testul Trinity: „Am devenit Moartea, distrugătorul lumilor”, citat din Bhagavad Gita.
Moștenirea culturală și simbolică
Bomba nucleară a devenit un simbol al fricii existențiale în cultura contemporană. A inspirat nenumărate filme, cărți, documentare și opere artistice care explorează idei precum apocalipsa, distrugerea totală și responsabilitatea științifică. Termeni precum „holocaust nuclear”, „apocalipsa atomică” sau „ceasul apocalipsei” sunt adesea folosiți pentru a reflecta anxietatea colectivă legată de potențialul distrugător al armelor nucleare.
Impact pe termen lung asupra sănătății și mediului
Pe lângă victimele imediate, bombele nucleare au avut efecte de durată asupra sănătății oamenilor din zonele afectate. Radiațiile ionizante au provocat cancer, malformații congenitale, leucemii și alte boli grave. Generații întregi de hibakusha (supraviețuitori ai bombardamentelor din Hiroshima și Nagasaki) au trăit cu efectele fizice și psihologice ale evenimentului. Testele nucleare efectuate ulterior au contaminat vaste zone ale planetei, iar urmele de material radioactiv au fost detectate chiar și în lanțurile trofice.

## Cauzele și efectele majore ale bombei nucleare
Bomba nucleară reprezintă una dintre cele mai distructive invenții ale omenirii, cu un impact profund asupra istoriei moderne, relațiilor internaționale și percepției asupra tehnologiei militare. Dezvoltarea și utilizarea bombei nucleare au fost determinate în principal de contextul celui de-Al Doilea Război Mondial, al fricii de supremație tehnologică a adversarilor și al dorinței de a obține o superioritate strategică decisivă.
Cauze principale
1. Cursa tehnologică și științifică: Descoperirile din domeniul fizicii nucleare în prima jumătate a secolului al XX-lea, în special fisiunea nucleară, au creat premisele teoretice pentru construirea unei arme extrem de puternice. Cercetători de renume mondial, precum Albert Einstein și Leo Szilard, au avertizat SUA că Germania nazistă ar putea dezvolta o astfel de armă, ceea ce a determinat lansarea Proiectului Manhattan – programul american secret pentru dezvoltarea bombei atomice.
2. Presiunile războiului: Pe măsură ce războiul se prelungea și Japonia refuza să se predea, conducerea Statelor Unite căuta o metodă rapidă de a pune capăt conflictului fără a invada arhipelagul japonez, ceea ce ar fi dus la pierderi umane masive de ambele părți.
3. Demonstrarea puterii geopolitice: Utilizarea bombei a fost, de asemenea, o demonstrație de forță adresată Uniunii Sovietice, marcând începutul unei noi ere în care armele nucleare au devenit un instrument central în strategia geopolitică globală.

Efecte și consecințe majore
1. Devastare umanitară: Bombardamentele nucleare de la Hiroshima (6 august 1945) și Nagasaki (9 august 1945) au ucis aproximativ 200.000 de oameni, majoritatea civili. Cei care au supraviețuit au suferit traume fizice și psihologice, boli cauzate de radiații și stigmat social. Aceste evenimente au avut un impact profund asupra conștiinței colective globale privind limitele războiului.
2. Încheierea războiului: Japonia a capitulat la 15 august 1945, punând capăt oficial celui de-Al Doilea Război Mondial. Deși există dezbateri istorice privind dacă bomba a fost absolut necesară, majoritatea istoricilor sunt de acord că aceasta a accelerat sfârșitul conflictului.
3. Începutul Războiului Rece: Utilizarea bombei nucleare a marcat începutul unei noi ere în politica internațională. Statele Unite și Uniunea Sovietică au intrat într-o cursă a înarmării nucleare, construind mii de focoase și dezvoltând strategii de descurajare reciprocă prin „distrugere reciprocă asigurată”.
4. Testări nucleare și impact ecologic: După 1945, au urmat sute de teste nucleare efectuate în atmosferă, subteran și subacvatic. Acestea au avut efecte devastatoare asupra mediului și sănătății umane în zonele de testare, precum Insulele Marshall, Nevada (SUA), Kazahstan și alte locații izolate.
5. Proliferarea nucleară: În ciuda eforturilor de control internațional, mai multe țări au dobândit arme nucleare în deceniile următoare, incluzând Uniunea Sovietică, Regatul Unit, Franța, China, India, Pakistan, Coreea de Nord și, probabil, Israel. Acest fenomen a crescut riscul unor conflicte nucleare regionale sau accidentale.
6. Mișcări pentru dezarmare: Groaza provocată de potențialul distructiv al armelor nucleare a dus la apariția unor mișcări civice și organizații internaționale dedicate dezarmării nucleare. Tratatul de Neproliferare Nucleară (TNP), semnat în 1968, a fost un pas important în efortul de a limita răspândirea acestor arme.

#### Concluzie
Bomba nucleară a fost un simbol al progresului științific dus la extrem, dar și un avertisment clar asupra pericolelor pe care le presupune utilizarea științei în scopuri distructive. Moștenirea sa este una profund ambivalentă: a contribuit la încheierea celui mai sângeros conflict mondial, dar a inaugurat o epocă marcată de frică și instabilitate strategică. Discuțiile despre dezarmare, utilizare pașnică a energiei nucleare și prevenirea răspândirii armelor de distrugere în masă rămân relevante și astăzi.

## Statistici
| Țară           | Focoase active | Total focoase | Primului test                                          | Tratatul de Neproliferare Nucleară (TNP) | Tratatul de Interzicere Completă a Testelor Nucleare (CTBT) | Teste |
| -------------- | -------------- | ------------- | ------------------------------------------------------ | ---------------------------------------- | ----------------------------------------------------------- | ----- |
| Statele Unite  | 1.770          | 5.044         | 16 iulie 1945 ("Trinity"), New Mexico                  | Membru                                   | Semnatar                                                    | 1.030 |
| Rusia          | 1.710          | 5.580         | 29 august 1949 ("RDS-1"), RSS Kazahă                   | Membru                                   | Semnatar                                                    | 715   |
| Marea Britanie | 120            | 225           | 3 octombrie1952 ("Hurricane"), Australia               | Membru                                   | Implementat                                                 | 45    |
| Franța         | 280            | 290           | 13 februarie 1960 ("Gerboise Bleue"), Algeria Franceză | Membru                                   | Implementat                                                 | 210   |
| China          | 24             | 500           | 16 octombrie 1964 ("596"), Xinjiang                    | Membru                                   | Semnatar                                                    | 45    |
| India          | 0              | 172           | 18 mai 1974 ("Smiling Buddha"), Rajasthan              | Non-membru                               | Nesemnatar                                                  | 6     |
| Pakistan       | 0              | 170           | 28 mai 1998 ("Chagai-I"), Balochistan                  | Non-membru                               | Nesemnatar                                                  | 2     |
| Coreea de Nord | 0              | 50            | 9 octombrie 2006, Hamgyong                             | Non-membru                               | Nesemnatar                                                  | 6     |
| Israel         | 0              | 90            | 1960-1979                                              | Non-membru                               | Semnatar                                                    | N/A   |

| Țară     | Baza militară | Estimare | Proveniență   |
| -------- | ------------- | -------- | ------------- |
| Belgia   | Kleine Brogel | 20       | Statele Unite |
| Germania | Buchel        | 20       | Statele Unite |
| Italia   | Aviano        | 20       | Statele Unite |
| Italia   | Ghedi         | 20       | Statele Unite |
| Olanda   | Volkel        | 20       | Statele Unite |
| Turcia   | Incirlik      | 20       | Statele Unite |
| Belarus  | Lida          | ~130     | Rusia         |

## Israel
Se crede că Israel a fost a șasea țară din lume care a dezvoltat arme nucleare, dar nu și-a recunoscut forțele nucleare. Avea arme nucleare „rudimentare, dar livrabile”, disponibile încă din 1966. Israelul nu este parte la TNP. Israel se angajează în ambiguitate strategică, spunând că nu ar fi prima țară care „introduce” arme nucleare în regiune, dar refuzând să confirme sau să refuze altfel un program sau un arsenal de arme nucleare. Această politică de „opacitate nucleară” a fost interpretată ca o încercare de a obține beneficiile descurajării cu un cost politic minim.
Potrivit Consiliului de Apărare a Resurselor Naturale și al Federației Oamenilor de Știință Americani, Israelul deține probabil aproximativ 75-200 de arme nucleare. Institutul Internațional de Cercetare a Păcii din Stockholm estimează că Israelul are aproximativ 80 de arme nucleare intacte, dintre care 50 sunt destinate livrării cu rachete balistice cu rază medie de acțiune Jericho II și 30 sunt bombe gravitaționale destinate livrării cu aeronava. SIPRI raportează, de asemenea, că în 2012 s-au reînnoit speculațiile că Israelul ar fi putut, de asemenea, să dezvolte rachete de croazieră lansate de submarine cu capacitate nucleară.

## Vezi și
- Memorandumul de la Budapesta